# 笠黍蜗牛
笠黍蜗牛（学名：Trochochlamys crenulata）是柄眼目鳖甲蜗牛科笠黍蝸屬的一种。

## 亞種
根據MolluscaBase，本物種有下列三個亞種：
- Subspecies Trochochlamys crenulata basistriata (Pilsbry & Hirase, 1905)
- 指名亞種 Trochochlamys crenulata crenulata (Gude, 1900)
- 臺灣笠黍蝸牛 Trochochlamys crenulata hotawana (Pilsbry & Hirase, 1905)[3]：台灣貝類資料庫認為本亞種是本物種的異名[1]。

## 分佈
本物種分佈於日本、韩国、台湾，常栖息在森林落叶层中。

## 外部連結
- 維基物種上的相關：笠黍蜗牛